# Saison 2014 de l'équipe cycliste BKCP-Powerplus

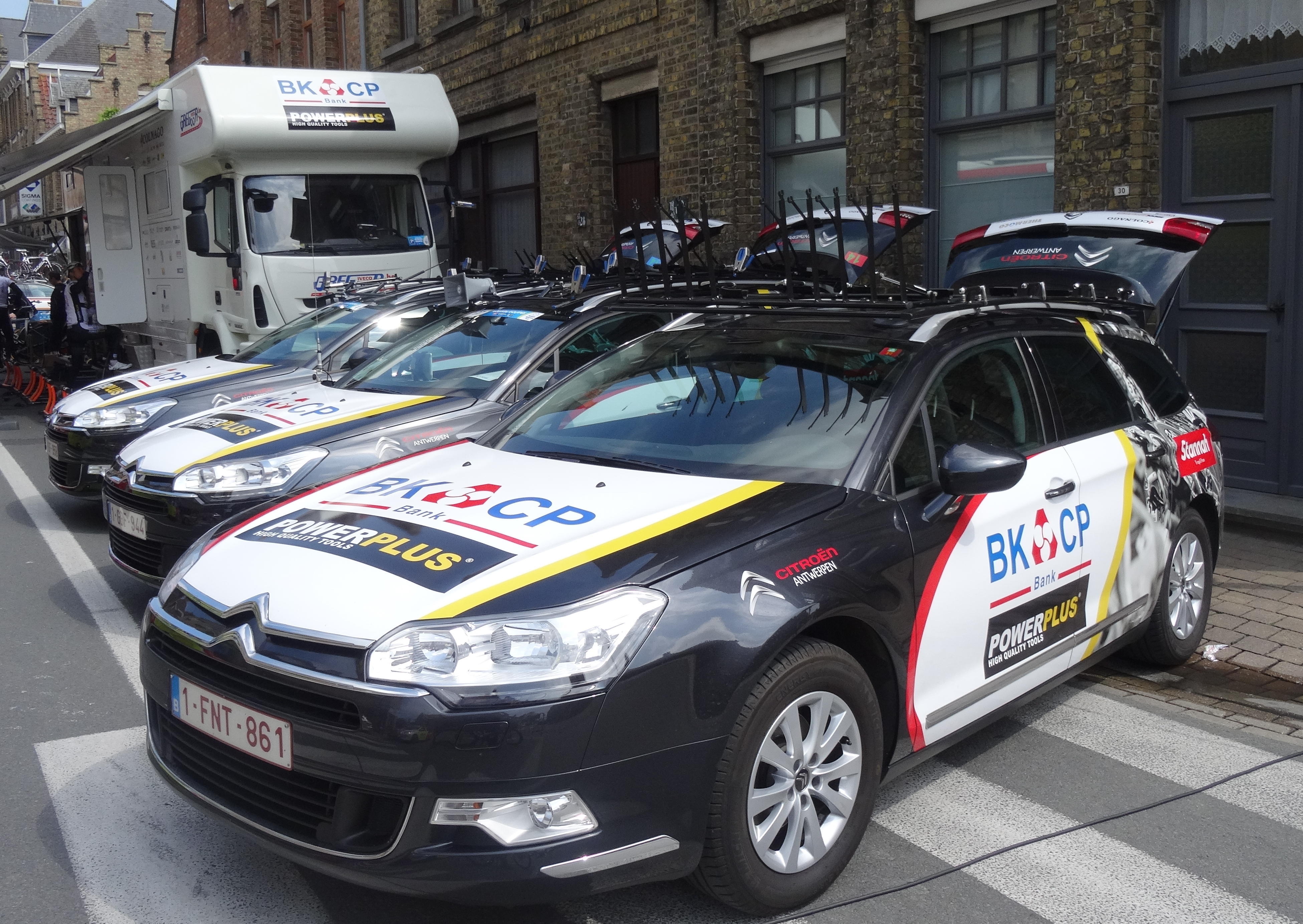
Trois voitures de l'équipe et le camion au Tour de Belgique 2014.

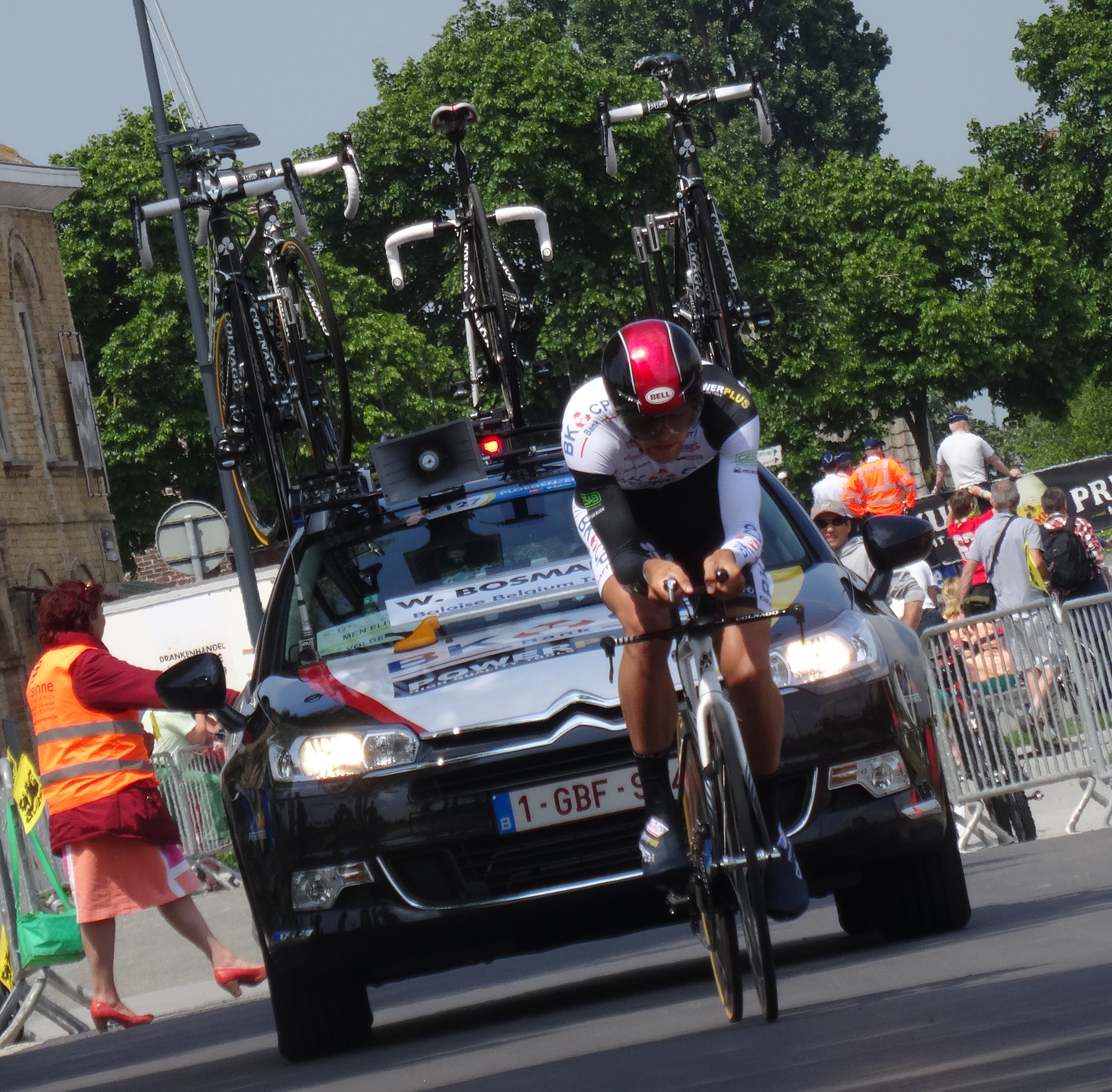
Wietse Bosmans lors du contre-la-montre de la 3e étape du Tour de Belgique 2014 à Dixmude.

La saison 2014 de l'équipe cycliste BKCP-Powerplus est la sixième de cette équipe.

## Préparation de la saison 2014

### Arrivées et départs
| Arrivées             | Équipe 2013        |
| -------------------- | ------------------ |
| Vincent Baestaens    | Crelan-Euphony     |
| Mathieu van der Poel | IKO Enertherm-BKCP |

| Départs                | Équipe 2014                               |
| ---------------------- | ----------------------------------------- |
| Jens Adams             | Vastgoedservice-Golden Palace Continental |
| Quentin Jauregui       | Roubaix Lille Métropole                   |
| Dieter Vanthourenhout  | Sunweb-Napoleon Games                     |
| Michael Vanthourenhout | Sunweb-Napoleon Games                     |

## Coureurs et encadrement technique

### Effectif

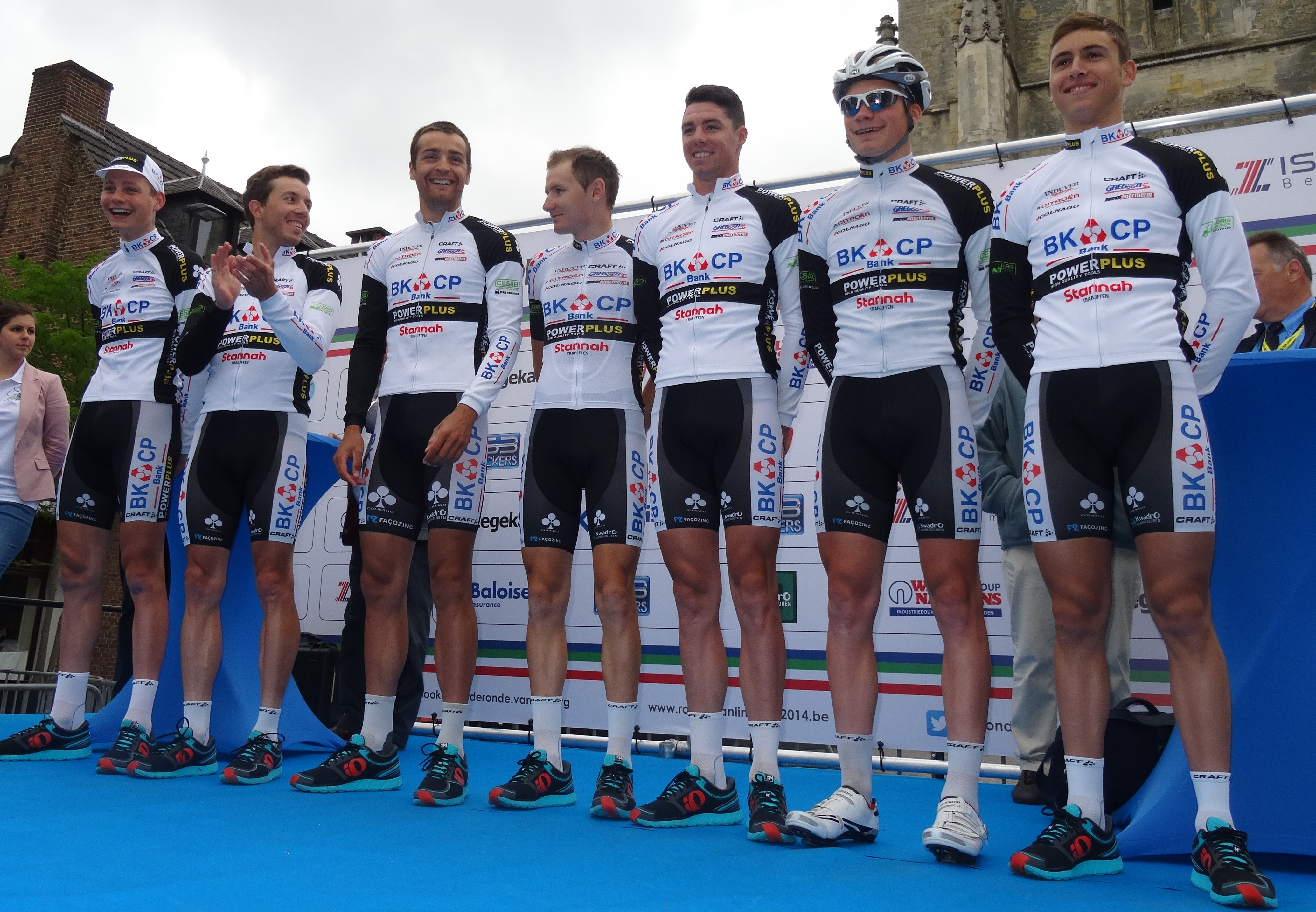
L'équipe lors du Tour du Limbourg 2014.

Huit coureurs constituent l'effectif 2014 de l'équipe.
| Cycliste             | Date de naissance | Nationalité | Équipe 2013        |
| -------------------- | ----------------- | ----------- | ------------------ |
| Niels Albert         | 5 février 1986    | Belgique    | BKCP-Powerplus     |
| Vincent Baestaens    | 18 juin 1989      | Belgique    | Crelan-Euphony     |
| Wietse Bosmans       | 30 décembre 1991  | Belgique    | BKCP-Powerplus     |
| Daan Hoeyberghs      | 18 septembre 1994 | Belgique    | BKCP-Powerplus     |
| Lubomír Petruš       | 17 juillet 1990   | Tchéquie    | BKCP-Powerplus     |
| David van der Poel   | 15 juin 1992      | Pays-Bas    | BKCP-Powerplus     |
| Mathieu van der Poel | 19 janvier 1995   | Pays-Bas    | IKO Enertherm-BKCP |
| Philipp Walsleben    | 19 novembre 1987  | Allemagne   | BKCP-Powerplus     |
| Toon Wouters         | 12 novembre 1994  | Pays-Bas    |                    |

Portraits
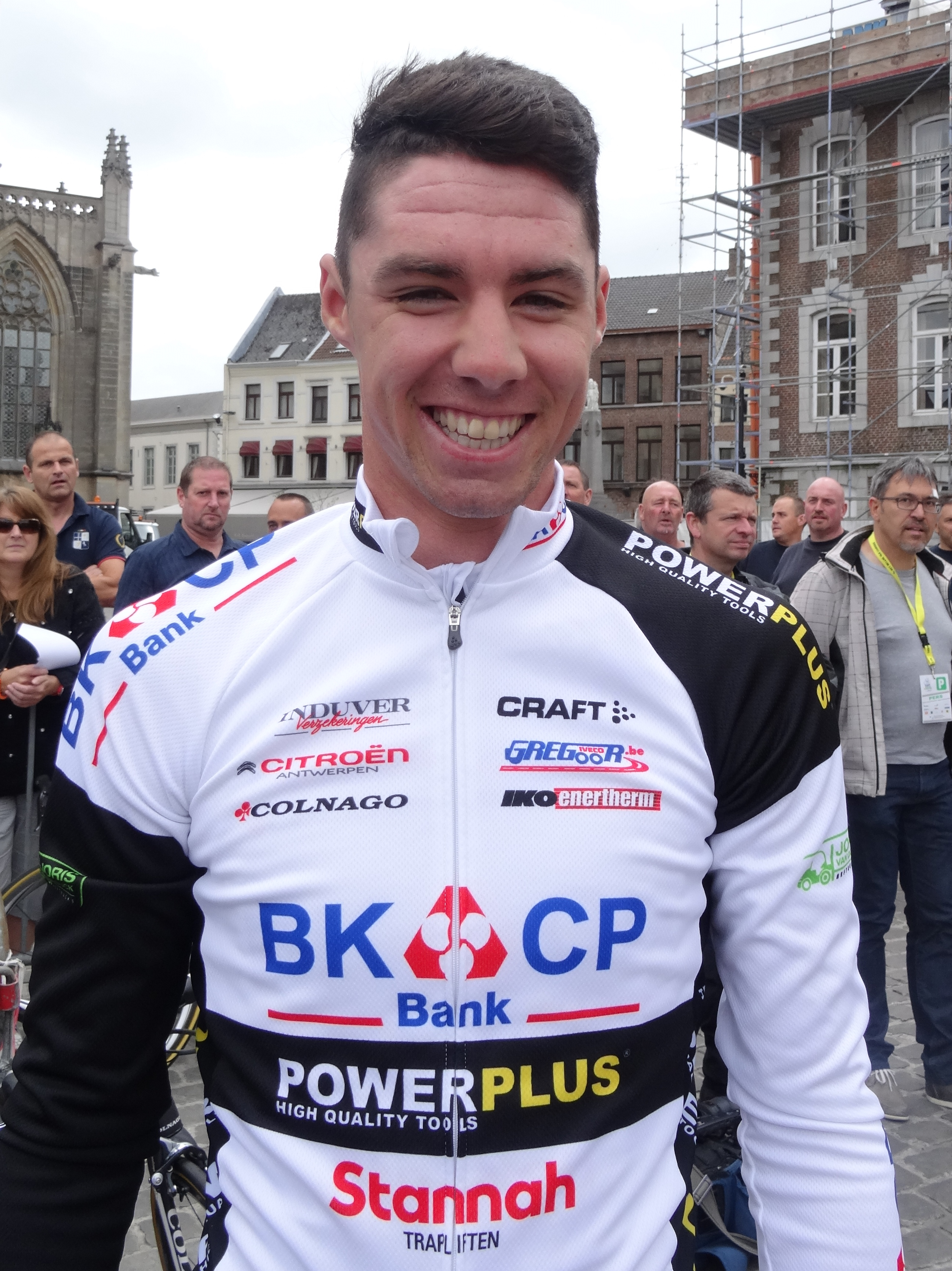
Vincent Baestaens.
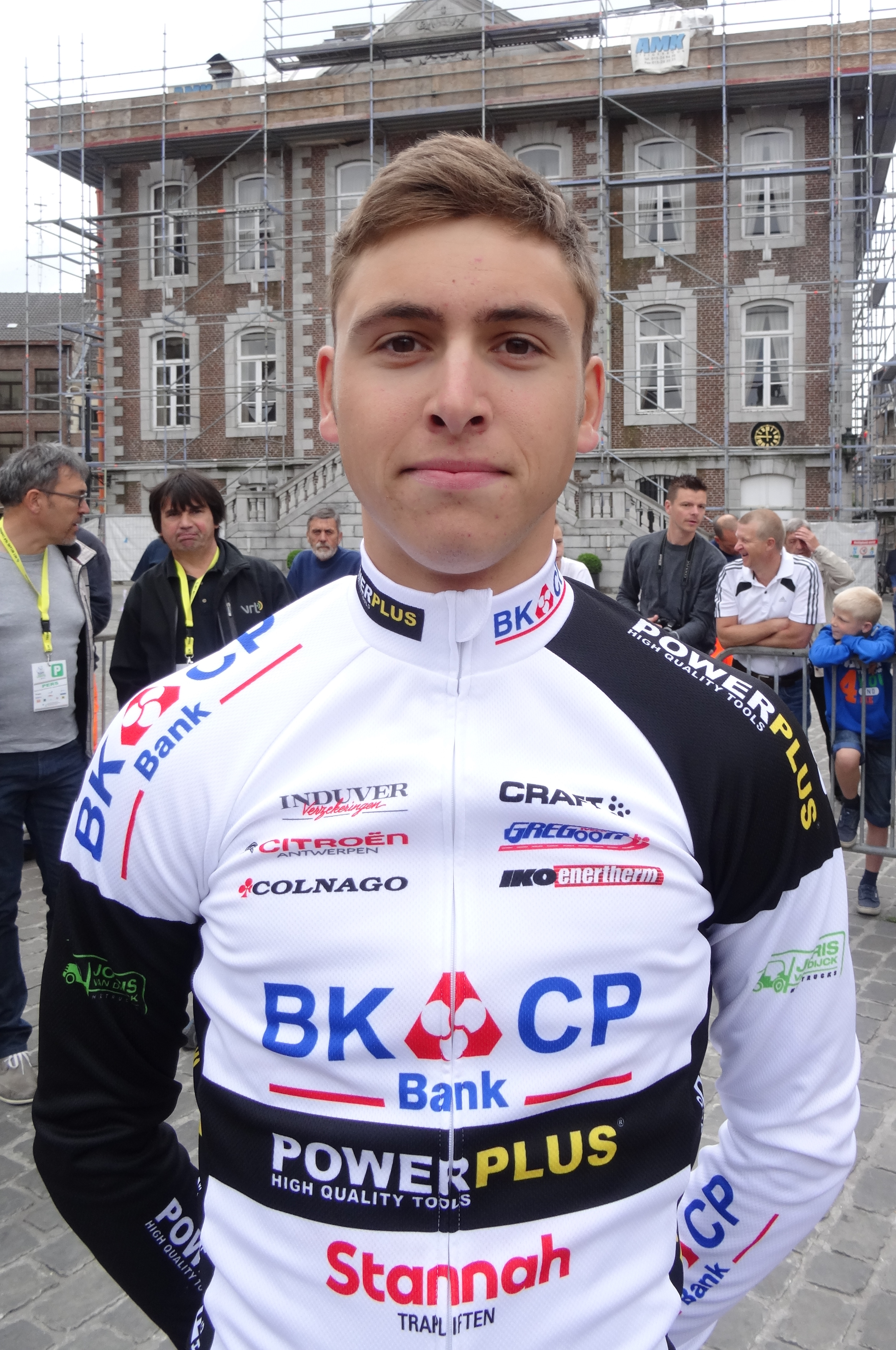
Daan Hoeyberghs.
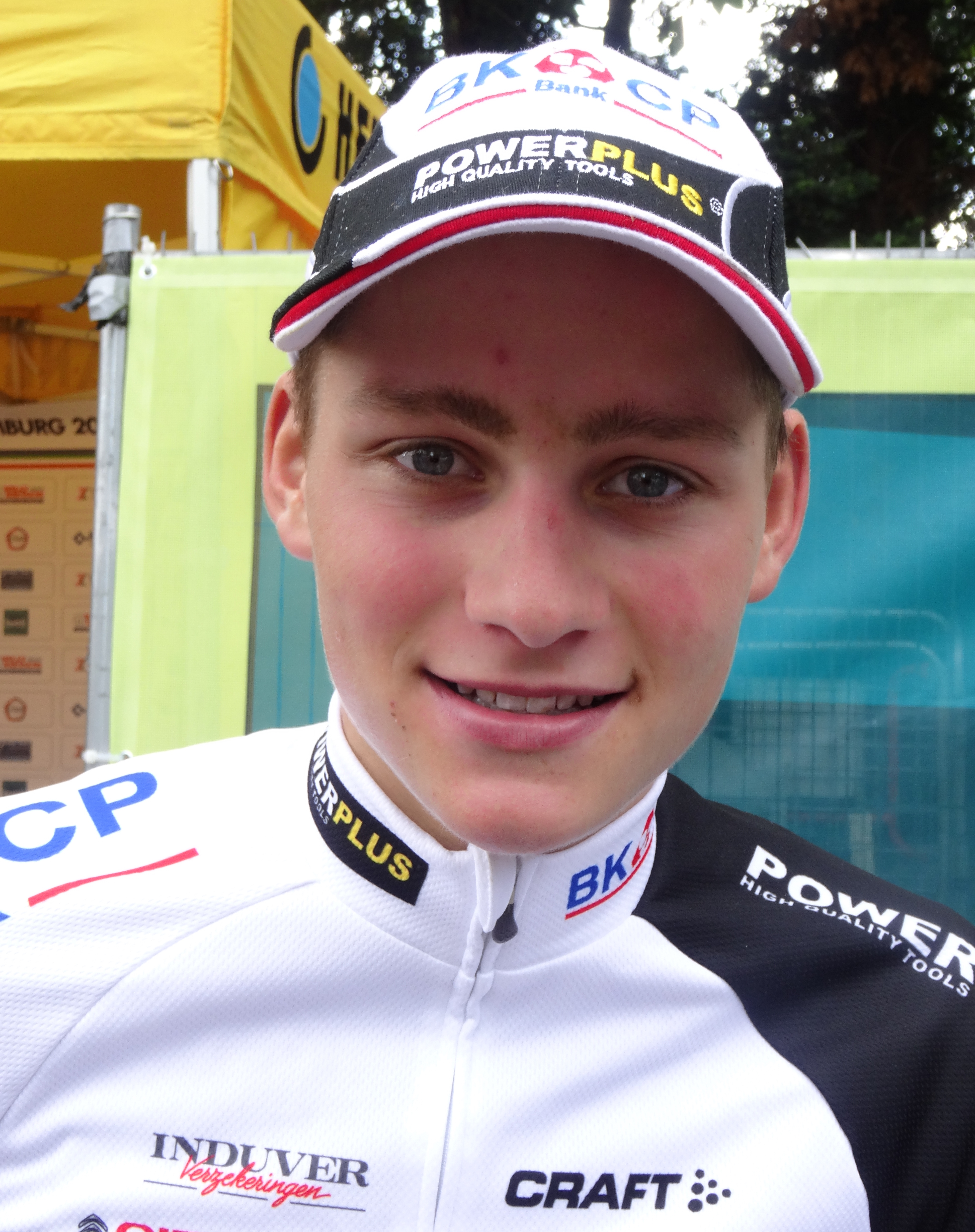
Mathieu van der Poel.
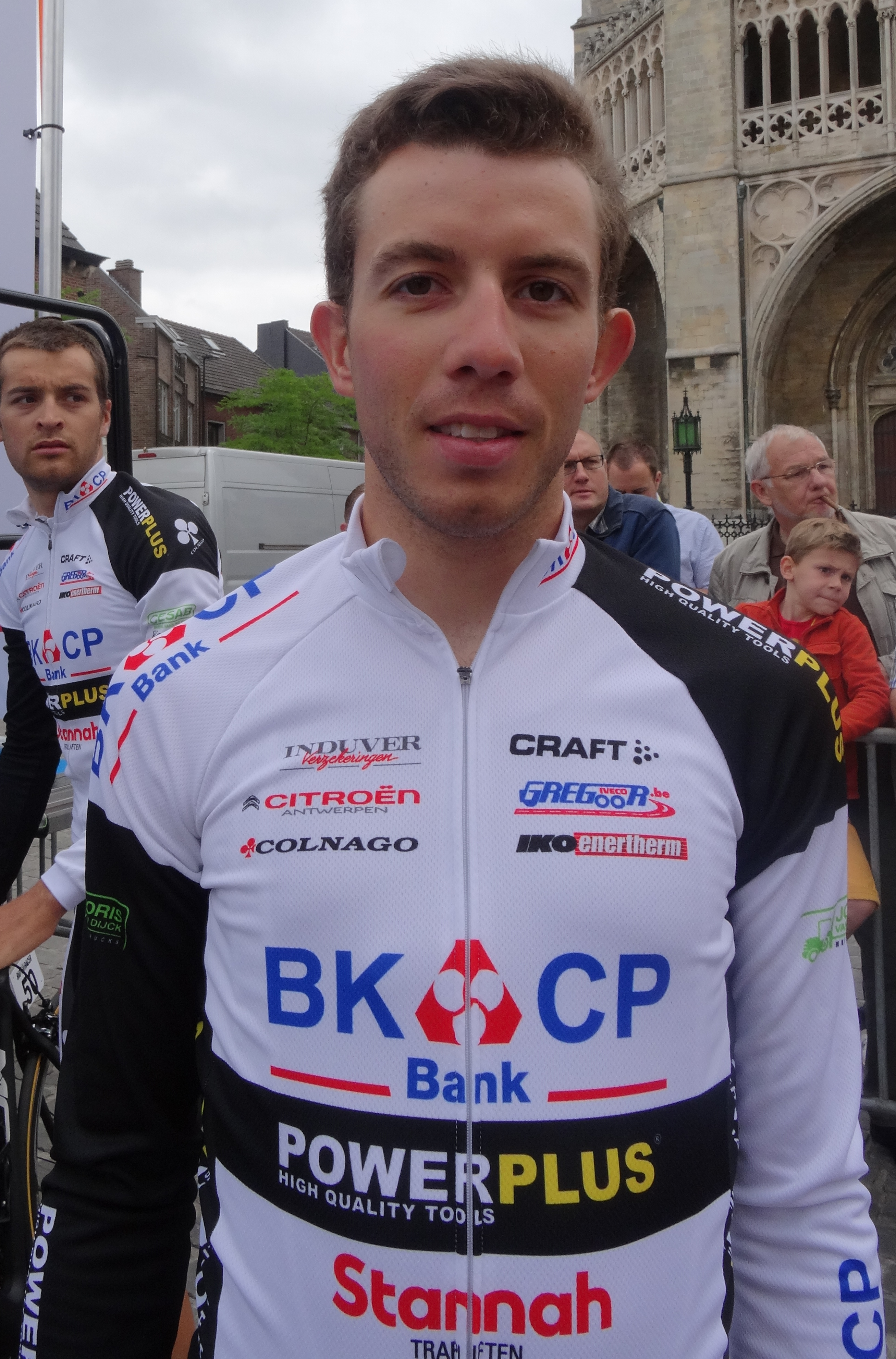
Philipp Walsleben.

## Bilan de la saison

### Victoires

#### Sur route
| Date       | Course                                  | Pays     | Classe | Vainqueur            |
| ---------- | --------------------------------------- | -------- | ------ | -------------------- |
| 15/06/2014 | Tour du Limbourg                        | Belgique | 1.1    | Mathieu van der Poel |
| 01/08/2014 | 3e étape du Tour Alsace                 | France   | 2.2    | Mathieu van der Poel |
| 23/08/2014 | 4e étape du Baltic Chain Tour           | Estonie  | 2.2    | Mathieu van der Poel |
| 24/08/2014 | Classement général du Baltic Chain Tour | Estonie  | 2.2    | Mathieu van der Poel |

#### En cyclo-cross
| Date       | Course                                                             | Pays       | Classe | Vainqueur            |
| ---------- | ------------------------------------------------------------------ | ---------- | ------ | -------------------- |
| 05/01/2014 | Coupe du monde #5, Rome                                            | Italie     | CDM    | Niels Albert         |
| 12/01/2014 | Championnat d'Allemagne de cyclo-cross                             | Allemagne  | CN     | Philipp Walsleben    |
| 12/01/2014 | Championnat des Pays-Bas de cyclo-cross espoirs                    | Pays-Bas   | CN     | Mathieu van der Poel |
| 18/01/2014 | Internationale Cyclo-Cross Rucphen, Rucphen                        | Pays-Bas   | C2     | Philipp Walsleben    |
| 16/02/2014 | Boels Classic Internationale Cyclo-cross Heerlen, Heerlen          | Pays-Bas   | C1     | Mathieu van der Poel |
| 23/02/2014 | Trophée Banque Bpost #8 - Internationale Sluitingsprijs, Oostmalle | Belgique   | C1     | Niels Albert         |
| 05/10/2014 | Superprestige #1, Gieten                                           | Pays-Bas   | C1     | Mathieu van der Poel |
| 29/11/2014 | Cyclo-cross International Podbrezova, Podbrezova                   | Slovaquie  | C2     | Vincent Baestaens    |
| 30/11/2014 | Tage des Querfeldeinsports, Ternitz                                | Autriche   | C2     | Vincent Baestaens    |
| 07/12/2014 | Giro d'Italia Ciclocross #3, Rossano Veneto                        | Italie     | C2     | Vincent Baestaens    |
| 08/12/2014 | Ciclocross del Ponte, Fae' Di Oderzo                               | Italie     | C2     | Vincent Baestaens    |
| 13/12/2014 | Soudal Scheldecross, Anvers                                        | Belgique   | C1     | Mathieu van der Poel |
| 17/12/2014 | Cyclocross van het Waasland, Saint-Nicolas                         | Belgique   | C2     | Mathieu van der Poel |
| 26/12/2014 | Grand Prix GEBA, Differdange                                       | Luxembourg | C2     | Vincent Baestaens    |
| 28/12/2014 | Superprestige #6, Diegem                                           | Belgique   | C1     | Mathieu van der Poel |

### Classement UCI

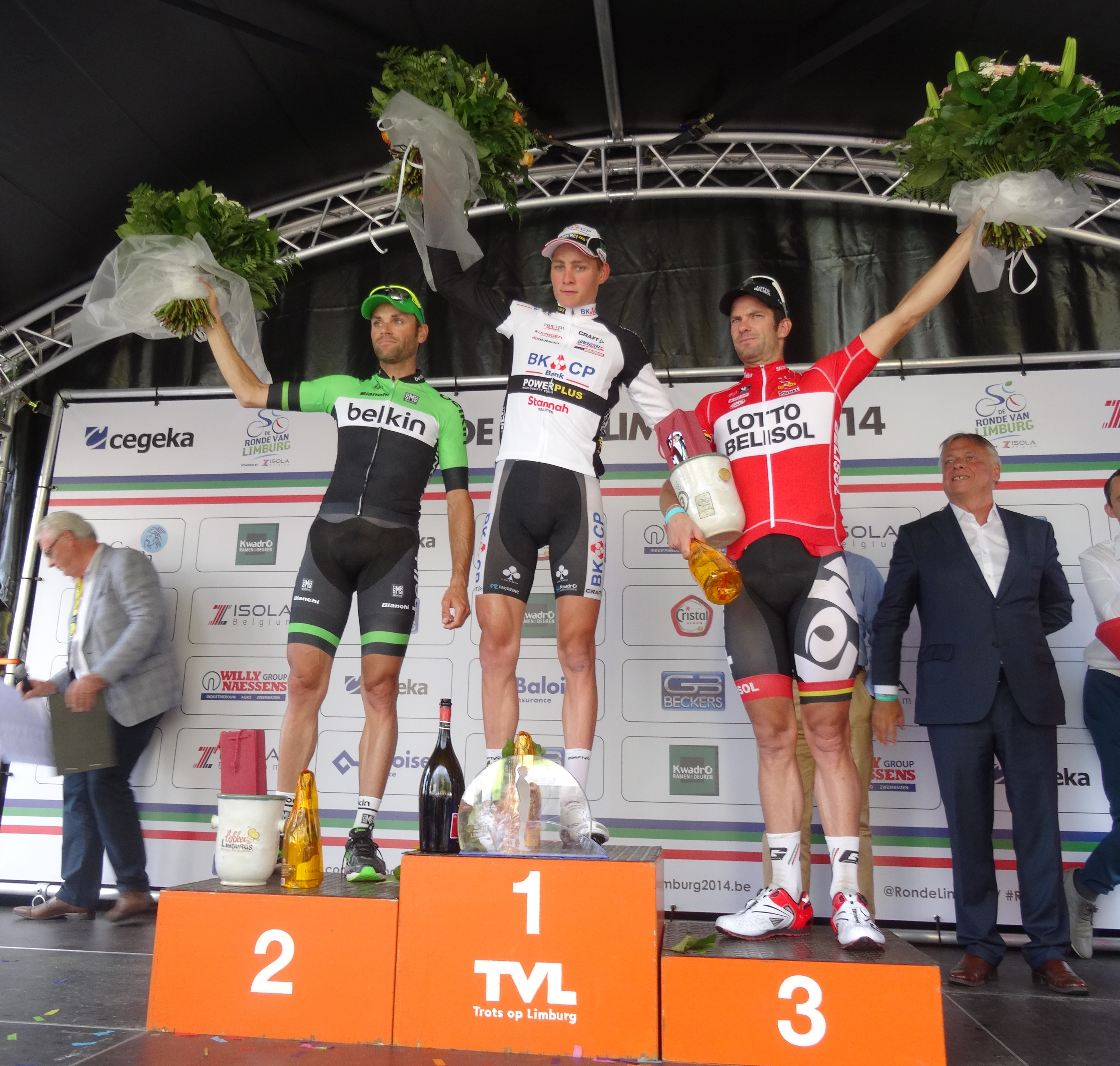
Podium de l'édition 2014 du Tour du Limbourg : Paul Martens (3e), Mathieu van der Poel (1er) et Gregory Henderson (3e).

#### UCI Europe Tour
L'équipe BKCP-Powerplus termine à la 53e place de l'Europe Tour avec 190 points. Ce total est obtenu par l'addition des points des huit meilleurs coureurs de l'équipe au classement individuel, cependant seuls trois coureurs sont classés,.
| Rang  | Coureur              | Points |
| ----- | -------------------- | ------ |
| 46    | Mathieu van der Poel | 184    |
| 968   | Philipp Walsleben    | 4      |
| 1 057 | David van der Poel   | 2      |